# Бриллиантовая мюнхаузия
Бриллиантовая мюнхаузия (лат. Moenkhausia pittieri) — вид лучепёрых рыб из семейства харациновых. Обитает в озере Валенсия в Венесуэле.
По своим формам напоминает орнатуса, но её отличают, прежде всего, многочисленные пятнышки, разбросанные по всему телу и сверкающие при падающем свете, как маленькие зеркальца или алмазные грани. За это рыбка и получила своё название. Самцы от самок отличаются удлиненными спинным и анальным плавниками.
Условия разведения общие для харациновых рыб. Мальки мюнхаузии сравнительно крупные и раньше других способны поедать мелкий циклоп (пыль).